# 日本地図

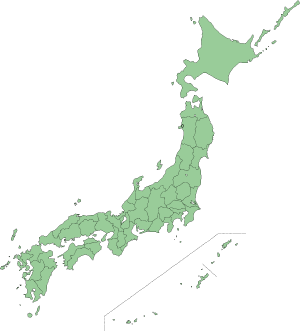
日本地図（領有権主張）

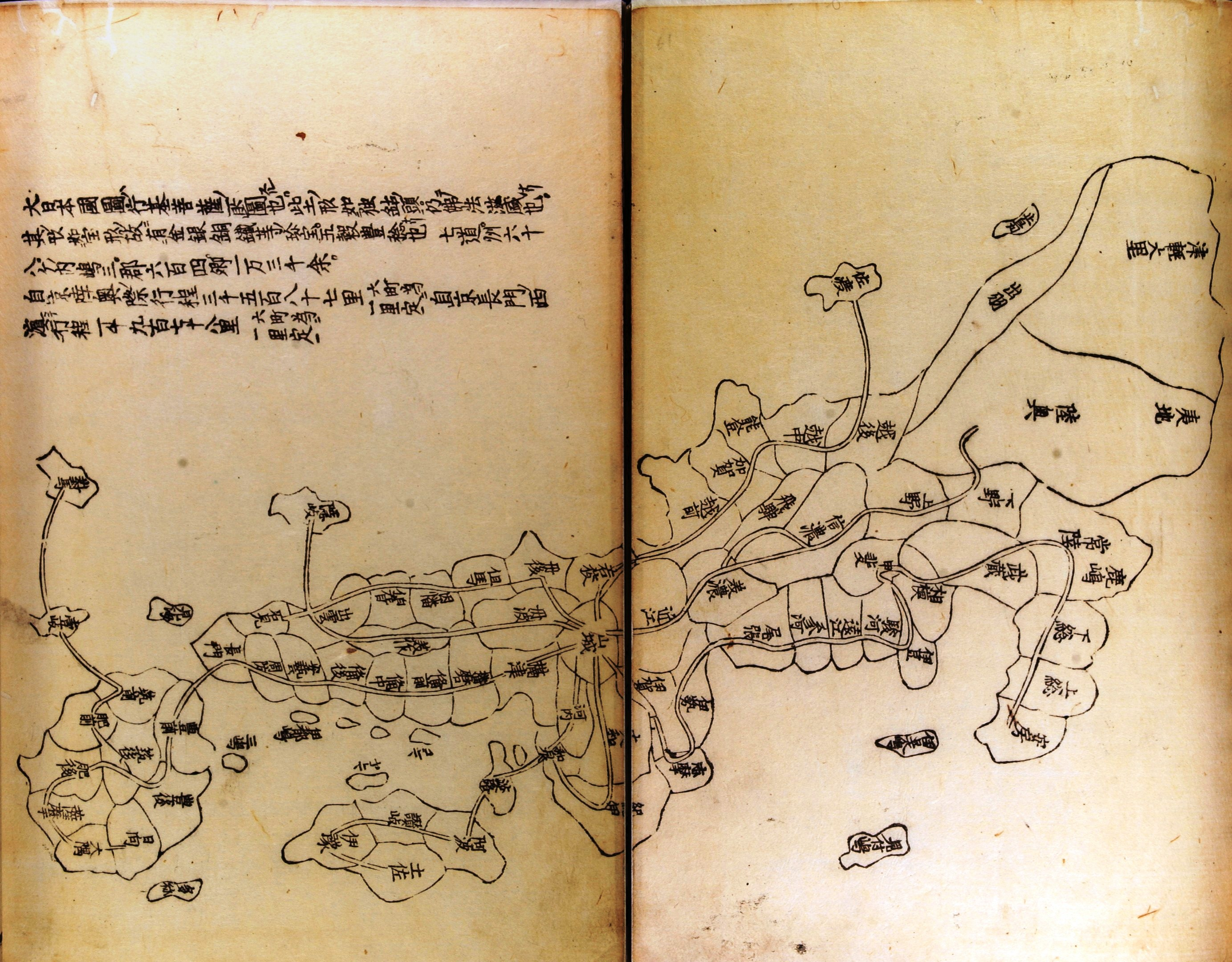
行基図（『拾芥抄』写本。明暦2年（1656年）村上勘兵衛刊行。2枚の画像を合成）
左上に「大日本国図は行基菩薩の図する所也」より始まる説明が記されている。

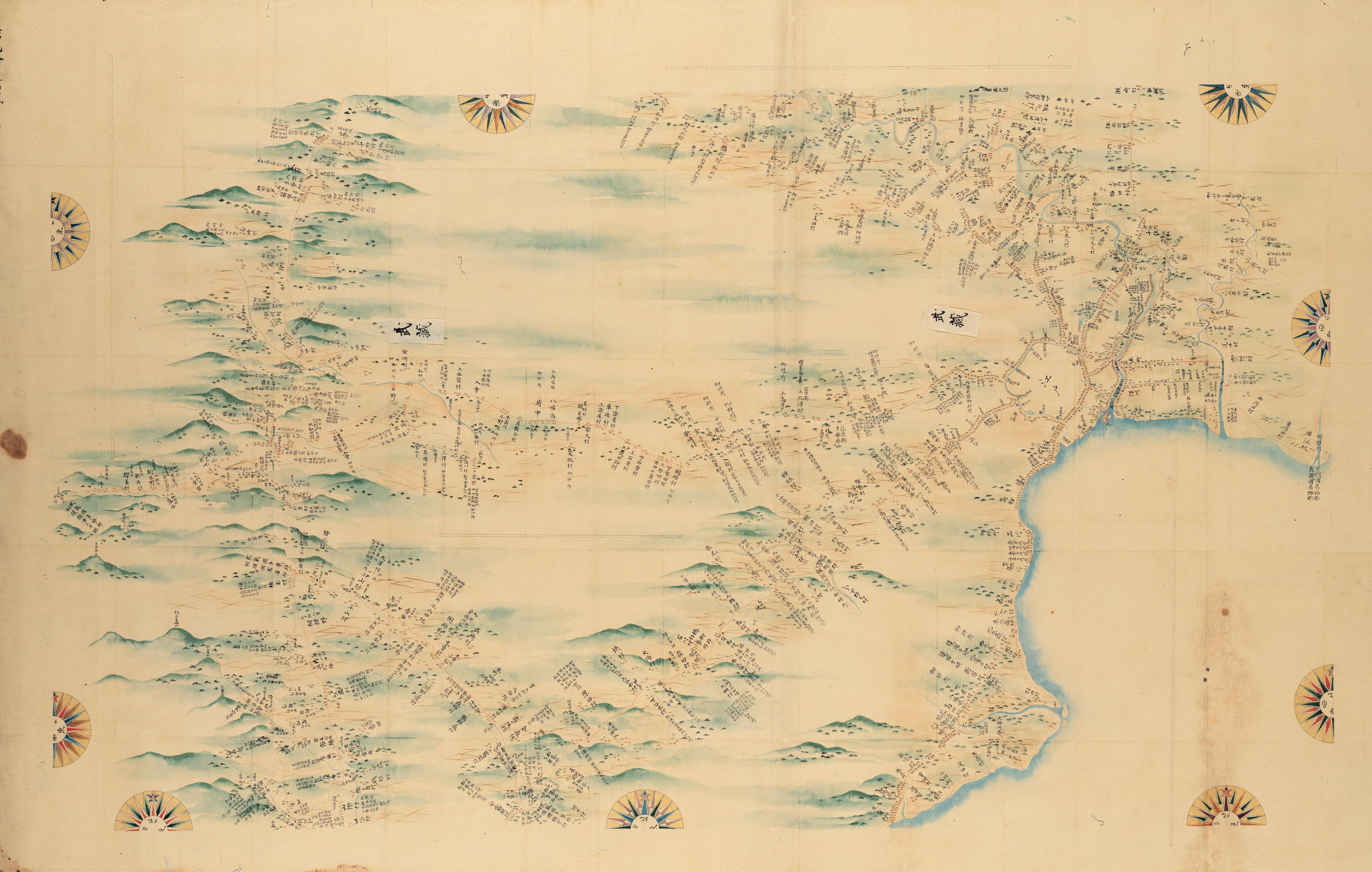
『大日本沿海輿地全図』武蔵・下総・相模

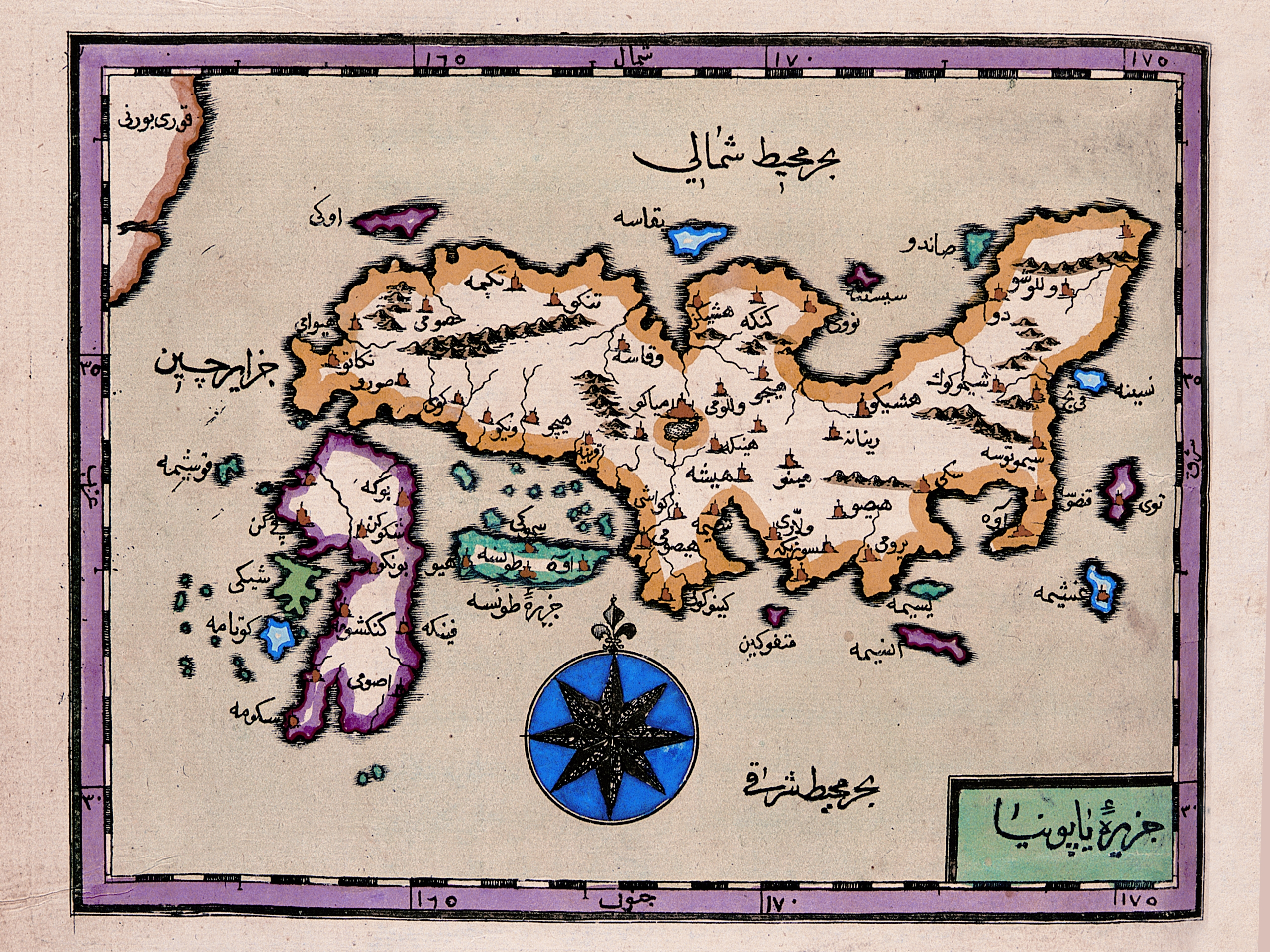
オスマン帝国のキャーティプ・チェレビー、イブラヒム・ミュテフェッリカによって発行された日本の地図

日本地図（にほんちず）とは、日本国の領域あるいはそれを構成する主たる要素である日本列島小島とその周辺地域を描いた地図のことである。
現在の日本の地図は、国土地理院が定期的に日本全土を測量し発行する「国土地理院発行地形図」が基本となっている。

## 歴史
平安時代初期の弘仁5年6月23日付官符に引用されている「天平10年5月28日格」に「国図」の語が見えており、『続日本紀』の天平10年8月の記事に「天下の諸国をして国郡図を造進させる」と見えているので、この頃には全国の図が存在していたことは間違いない。
また『日本後紀』延暦15年8月の記事には既存の「諸国地図」が文字や情報の欠落が多いために作り直しを命じ、「諸国郷邑、駅道遠近、名山大川、形体広狭」をつぶさに記録させたという。これらの律令時代に基礎資料として使用された地図は現存していないが、18世紀の学者、藤貞幹の著した『集古図』巻二に、「延暦24年（805年）改定」と注記のある『興地図』が収められている。この地図は下鴨神社の伝本を書写したもので、後世の改訂が加えられているものの、日本の形状や基礎データは原図を踏襲したものと考えられている。また、13世紀の類書集『二中歴』には、地形や輪郭は無いが、66か国の国名を位置関係に合わせて街道で繋ぎ、移動に要する日数を記した『道線日本図』が収められている。
中世には他に「行基図」と呼ばれる台密の世界観に基づいて国土を図式した密教系の日本地図がある。例えば、13世紀の天台宗の僧、光宗が著した『渓嵐拾葉集』には、琵琶湖を中心として日本の国土を独鈷杵の形に当てはめた『行棊菩薩記』が引用されている。初期の行基図は位置関係は把握できるものの正確さには欠けているが、仁和寺収蔵の『日本図』や、類書『拾芥抄』に収録されている『大日本国図』に類する行基図は密教系とは大きく異なり、各国を団子状に並べて街道を記した形式となっており、行基図の概念は拾芥抄系によって完成したと言われる。海野一隆は、行基図は国家行政を行うために政府高官が使う参考資料として性格付けた。一方、村井章介は行政資料というよりも歌枕や旅行用の地図と位置付けている。現存する最古の行基図は、室町時代のものであるが、琉球が書き込まれているものがあるなど、用途に応じてバージョンアップが図られていることがうかがえる。
江戸時代には、公的な地理把握・領主支配を用途とした幕府選の国絵図など国家事業として地図製作が行われているが、日本全土を対象とした日本地図は国絵図の内容を整理する形で行われていた。安永8年（1779年）に日本で初めて経緯度線が入った地図『改正日本輿地路程全図』（通称『赤水図』）が長久保赤水により刊行された。 測量に基づくものではないが、蝦夷地（北海道）を除く日本全土が示されており、経緯度線も含まれていて見やすく、明治初期まで日本地図として広く一般に使われた（伊能忠敬の地図は国家機密とされており、一般には出回っていない）。
1800年頃から伊能忠敬らにより、はじめて測量技術に基づいた正確な日本地図「大日本沿海輿地全図」が作られた（ただし、それ以前に琉球王国では測量に基づく正確な地図が作られている）。
明治維新ののち、行政官から府県・諸侯に対し管轄地図を調製させる旨の沙汰が下った。その後、1869年民部官に庶務司戸籍地図掛を設置、1871年工部省に測量司、兵部省に陸軍参謀局間諜隊を設置、近代地図の作成が開始された。1884年地図の作成は参謀本部測量局に統合され、1888年参謀本部陸地測量部に改称。1925年に全国の五万分一地形図を完成させる。これらの組織はすべて国土地理院の前身である。

## その他
測量には三角点や水準点が使われる。
座標系（測地系）が2002年4月に「日本測地系」からGPSなどで使われる「世界測地系」に変わっているため、その前後の緯度、経度は座標変換が必要である。

## 画像

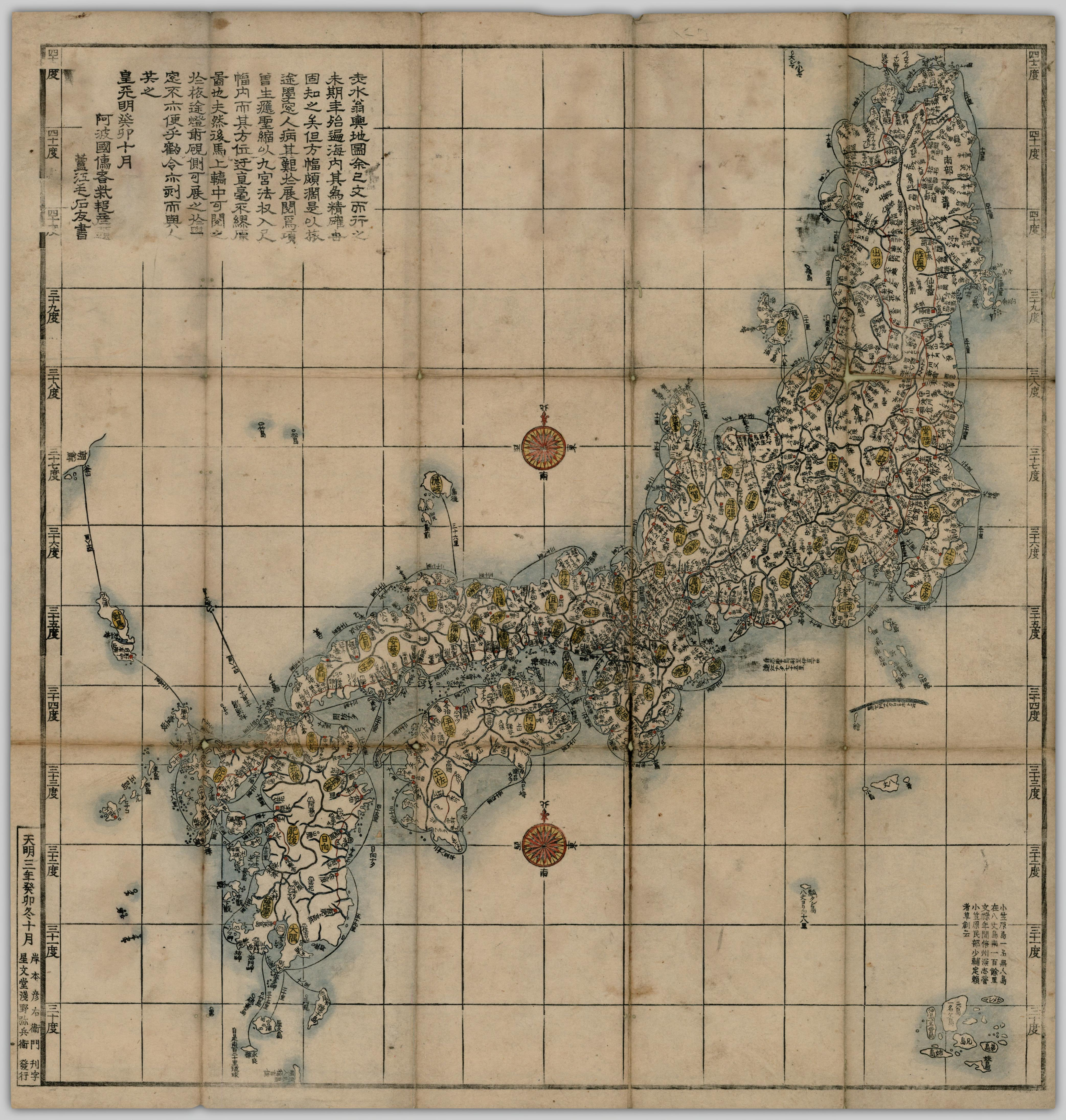
1783年に出版された日本地図
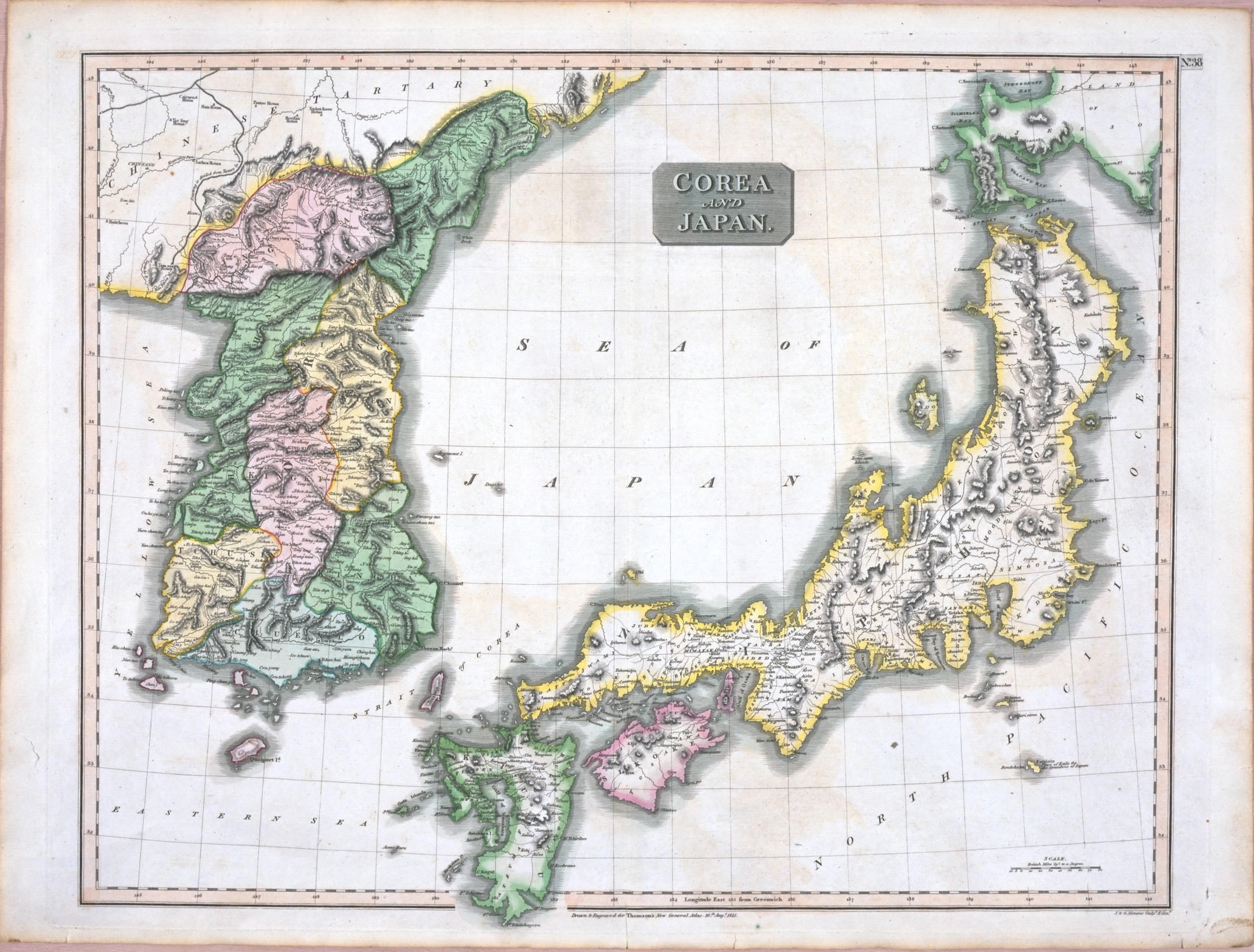
1815年にイギリスで出版された日本と朝鮮の地図
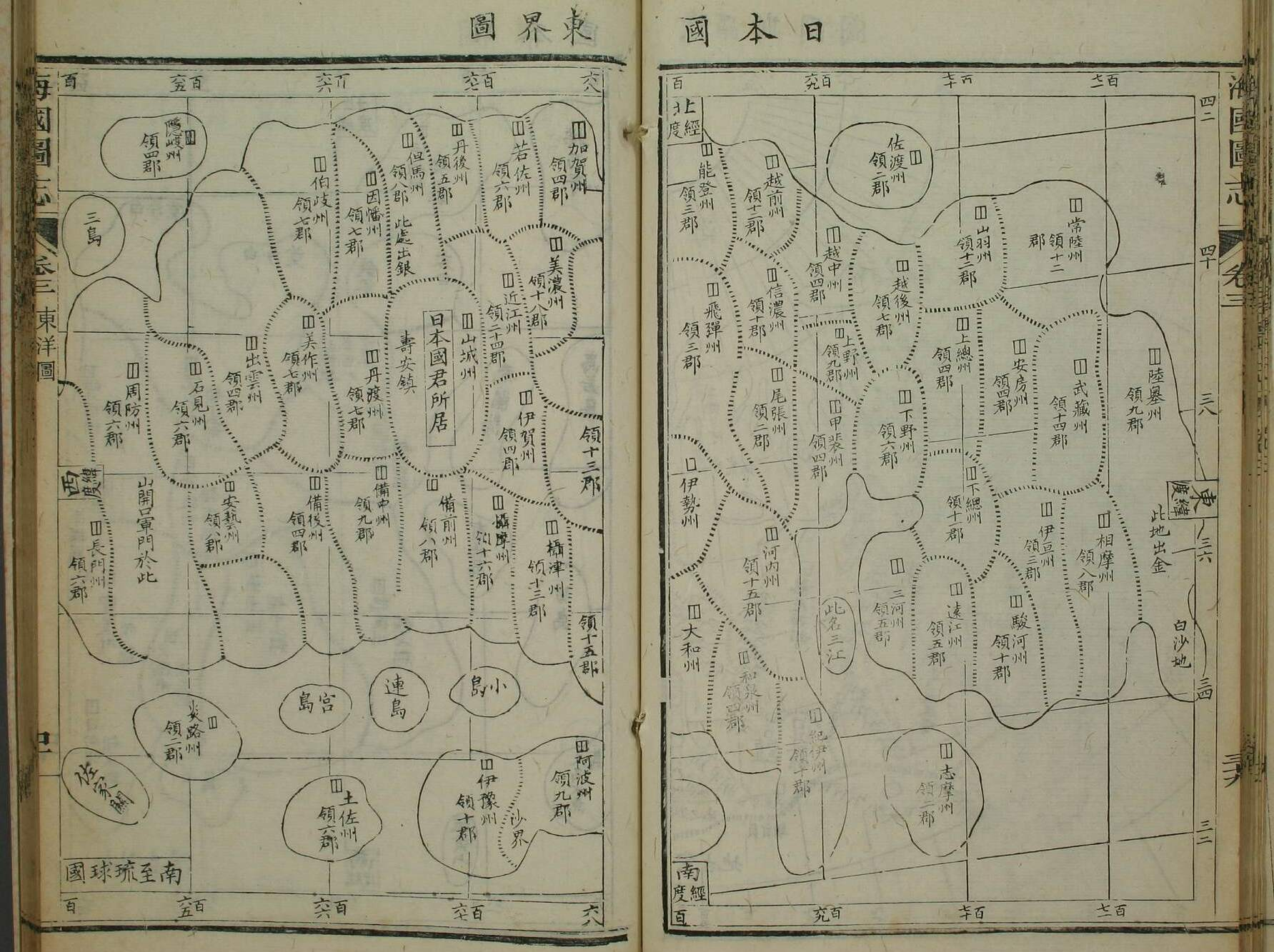
1853年、清で発行された海国図志（中国語版）の「日本國東界圖」に描かれた日本
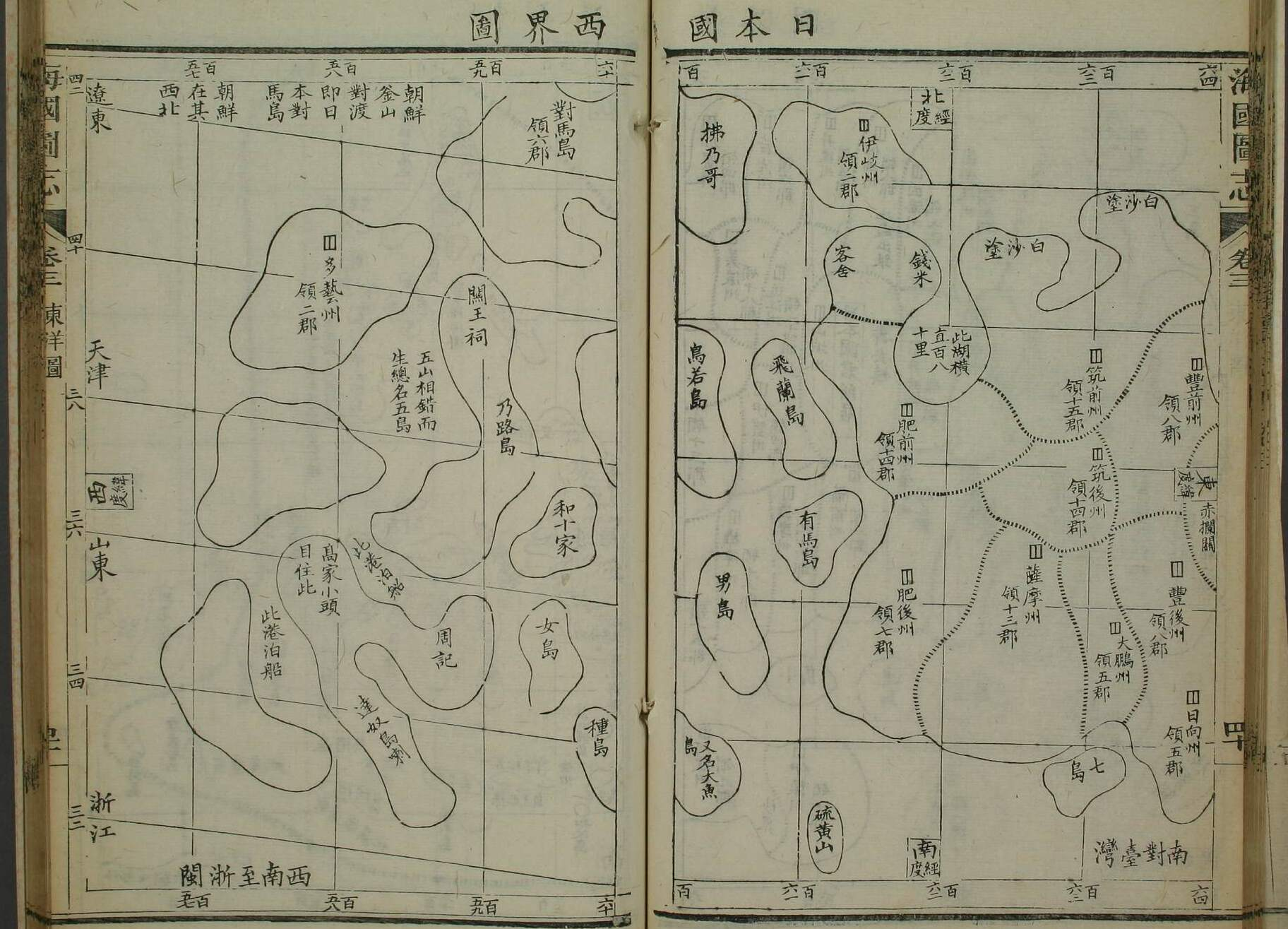
海国図志の「日本國西界圖」
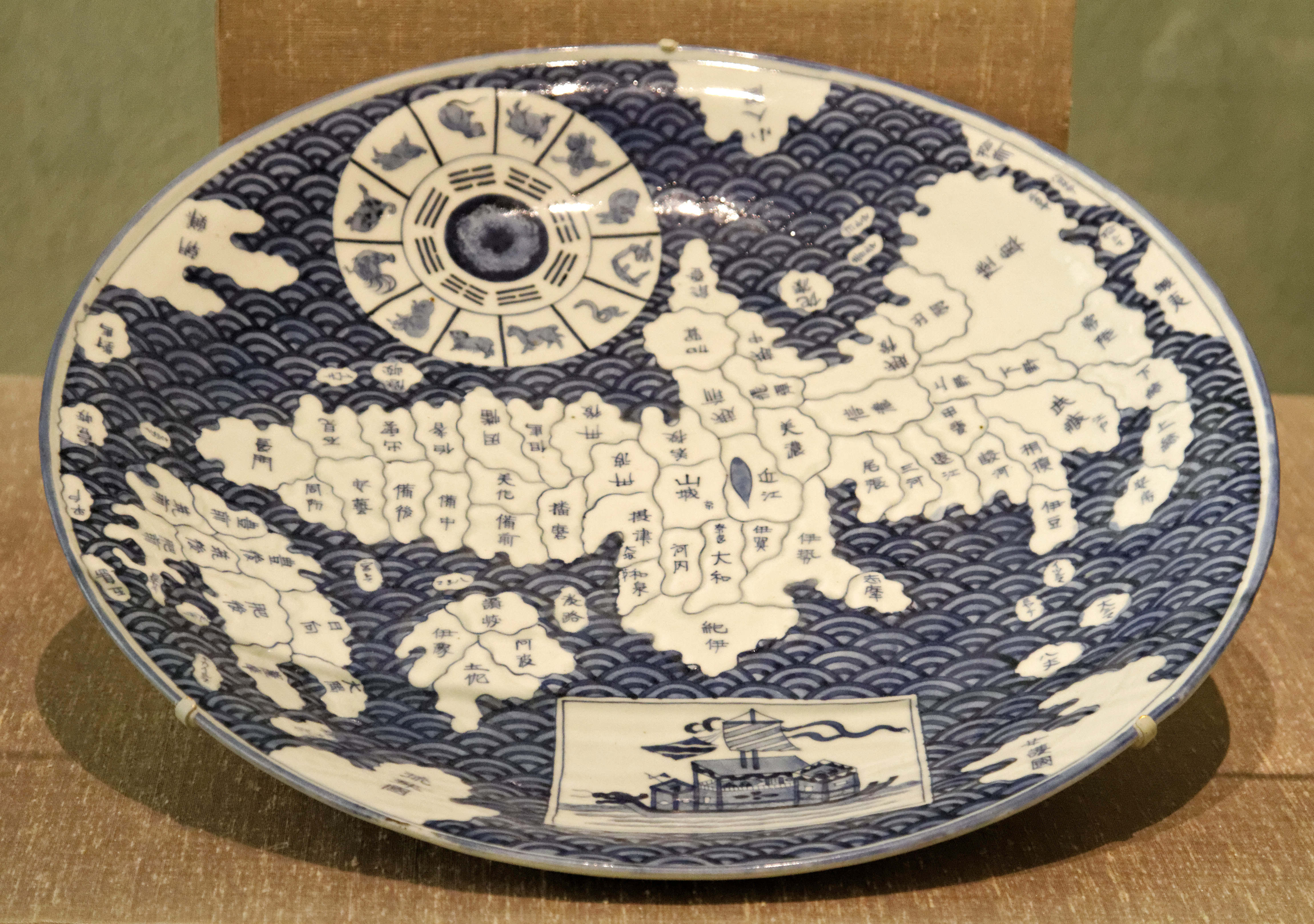
天保年間に作成された大皿。大まかな地図が描かれている。
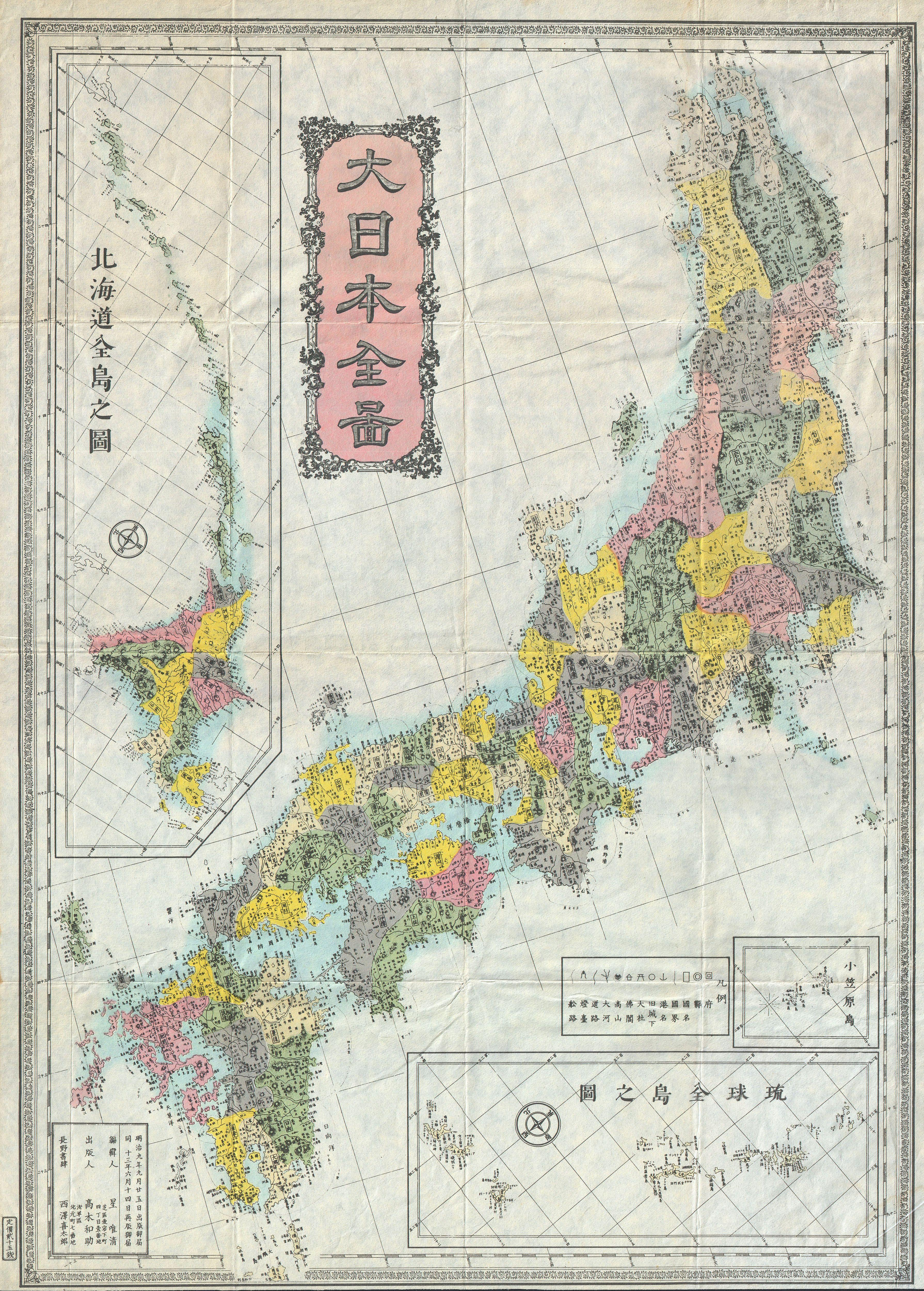
1880年代、明治に作成された日本地図
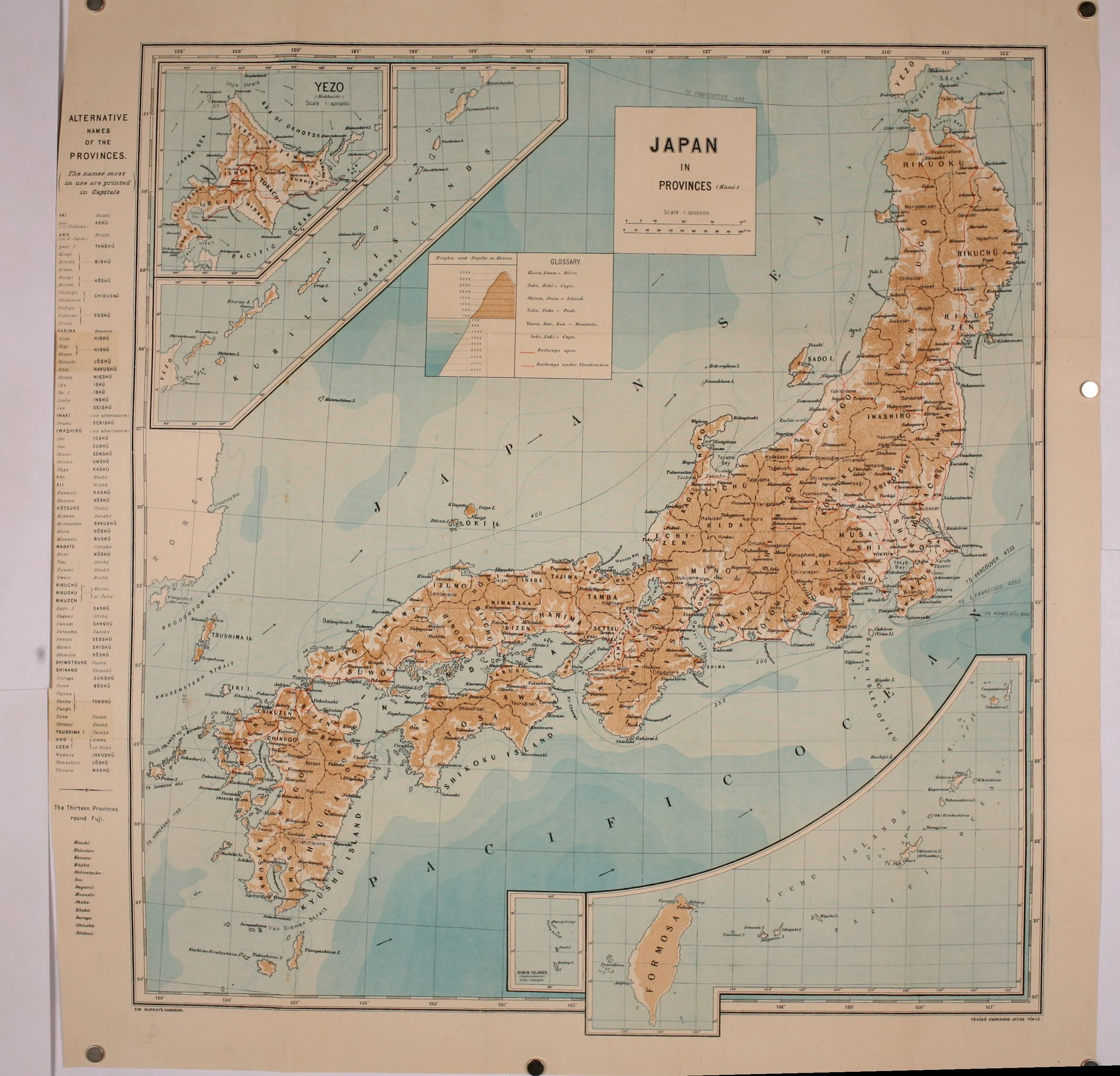
1902年に出版された日本地図